# Johan Bernhard Pramberg
Johan Bernhard Pramberg, Joh. B. Pramberg, född 30 oktober 1788 i Östra Ljungby socken, Kristianstads län, död 16 mars 1873 i Lund, var en svensk läkare.
Pramberg blev student vid Lunds universitet 1804, medicine kandidat 1812, medicine licentiat samma år, medicine doktor 1813 och kirurgie magister samma år. Han blev anatomie prosektor vid Lunds universitet samma år, var tillika lärare i pastoralmedicin där 1814–1824, var extra ordinarie professor i anatomi och kirurgi vid där 1828–1832, ordinarie professor i samma ämnen 1832–47 samt i kirurgi och obstetrik 1847–1857. Han invaldes som ledamot av Fysiografiska sällskapet i Lund 1832.